# عتبة الأصالة
عتبة الأصالة (بالإنجليزية: Threshold of originality)‏ هي مفهوم في قانون حقوق التأليف والنشر يُستخدم لتقييم ما إذا كان يمكن حماية حقوق التأليف والنشر لعمل معين. يستخدم المفهوم لتمييز الأعمال الأصلية بما يكفي لتبرير حماية حقوق التأليف والنشر عن تلك التي ليست كذلك. في هذا السياق، تشير كلمة "الأصالة" إلى "أنها تأتي من شخص ما بصفته المنشئ/المؤلف" (بقدر ما تعكس بطريقة أو بأخرى شخصية المؤلف)، بدلاً من "أنها لم تحدث أو توجد من قبل" (وهو ما قد يصل إلى حد حماية شيء جديد، كما هو الحال في حماية براءات الاختراع).
تجد حقوق التأليف والنشر قواسمها المشتركة الدولية في اتفاقية برن التي تضع الأساس للعديد من مفاهيم قانون حق المؤلف الدولي؛ ومع ذلك، لم يتم تحديد عتبة جذب حقوق النشر. هذا الحد متروك لكل ولاية قضائية لتحديده. في حين أن الأعمال التي لا تلبي هذه الحدود ليست مؤهلة لحماية حقوق التأليف والنشر، إلا أنها قد تظل مؤهلة للحماية من خلال قوانين الملكية الفكرية الأخرى، مثل العلامات التجارية أو براءات اختراع التصميم (خاصة في حالة الشعارات).